# Kosmos 2502
Kosmos 2502, ruski vojni satelit za radioelektronsko izviđanje (ELINT), sustava Liana, iz programa Kosmos. Vrste je Lotos-S1 (Lotos-S2 br. 802). 
Lansiran je 25. prosinca 2014. godine u 3:01 s kozmodroma Pljesecka s mjesta 43/4. Lansiran je u nisku orbitu oko planeta Zemlje raketom nosačem Sojuz-2.1b. Orbita mu je 899 km u perigeju i 909 km u apogeju. Orbitne inklinacije je 67,15°. Spacetrackov kataloški broj je 40358. COSPARova oznaka je 2014-086A. Zemlju obilazi u 103,07 minuta. 
Napaja se iz dvaju razmjestivih solarnih panela i baterija.
Iz misije je Blok-I 14S54 vratio se u atmosferu.

## Vanjske poveznice
- N2YO.com Search Satellite Database (engl.)
- Celes Trak SATCAT Format Documentation (engl.)
- Kunstman  Arhivirana inačica izvorne stranice od 12. kolovoza 2019. (Wayback Machine) Satellites in Orbit (engl.)